# Naejangsan
Naejangsan ist der Name eines Bergs und eines Nationalparks in Südkorea.

## Berg
Der Naejang-Berg (kor. 내장산, Hanja 內藏山, rev. Naejangsan) befindet sich in der Nähe der Stadt Jeongeup. Die Bedeutung von Naejang ist „viele Geheimnisse“. Er ist 763 m hoch und ist vor allem im Herbst wegen des Farbenreichtums seiner Bäume ein beliebtes Ausflugsziel.

## Naejangsan-Nationalpark
Der Naejangsan-Nationalpark (내장산국립공원), in dem der Berg sich befindet, wurde nach dem Berg benannt, der Naejangsa Tempel (내장산), der rund 1,5 km nordöstlich des Berges liegt, ebenso.